# Agglomeraat

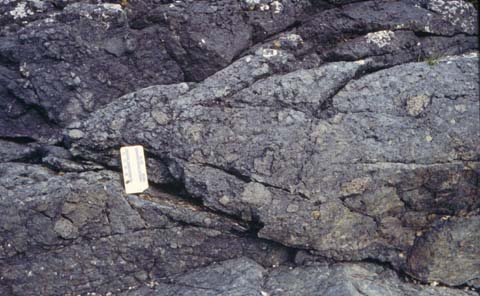
Foto van agglomeraat-gesteente (USGS).

Agglomeraten (van het Latijnse 'agglomerare', betekent "te vormen tot een bol") zijn grove opeenhopingen van grote brokken vulkanoclastisch sediment, die voor ten minste 75% bestaan uit vulkanische bommen. 
De vulkanische brokken zijn gewoonlijk één of twee voet in diameter, maar er zijn ook exemplaren van twaalf meter waargenomen. Er is weinig variatie in hun samenstelling. Agglomeraten worden meestal gevonden in de buurt van vulkanische openingen en binnen vulkanische leidingen. 